# خوان كارلوس غاريدو
خوان كارلوس غاريدو (بالإسبانية: Juan Carlos Garrido Fernández)‏، (مواليد 29 مارس 1969) هو مدرب إسباني، درب عدة أندية
أوروبية وعربية. تولى تدريب الوداد الرياضي المغربي في الفترة من فبراير إلى مايو 2023. ويتولى حاليًا تدريب نادي الإتحاد الليبي.

## حياته
ولد غاريدو في مدينة فالنسيا، بدأ مشواره التدريبي في عمر 24.

## مشواره التدريبي

### ريال بتيس
عُين غاريدو بدلاً من بيبي ميل، لكنه أُقيل بعد شهرين لنتائج الفريق المخيبة حيث خسر ثماني مباريات وحقق فوزاً وحيداً، كان آخرها الهزيمة من نادي ريال مدريد بنتيجة 5-0.

### النادي الأهلي
في 8 يوليو 2014، تم تعيين غاريدو ليدرب النادي الأهلي، بعد شهر من توليه المنصب حقق كأس الكونفدرالية الأفريقية بعد أن تغلب على نادي سيوي سبورت في المباراة النهائية. تمت إقالته بعد تدنى النتائج في الثالث من مايو 2015 وبعد الخروج من البطولة الأفريقية المحببة للفريق، وقد تسبب في خساره الفريق لعدد من النقاط لم يسبق له ان خسرها النادي في موسم واحد وكذالك ابتعد بالنادي عن صدارة الدوري بعد سيطرته عليه لمدة عشرة سنوات متتاليه

## الإنجازات

### الأهلي المصري
- كأس السوبر المصري : 2014
- كأس الكونفيدرالية الأفريقية : 2014

### الرجاء الرياضي
- كأس العرش المغربي : 2017
- كأس الكونفيدرالية الأفريقية : 2018